# Воздвиженське (Нижньогородська область)
Воздвиженське (рос. Воздвиженское) — село в Воскресенському районі Нижньогородської області Російської Федерації.
Населення становить 718 осіб. Входить до складу муніципального утворення Воздвиженська сільрада.

## Історія
Від 2009 року входить до складу муніципального утворення Воздвиженська сільрада.

## Населення
| 1999 | 2002 | 2010 |
| ---- | ---- | ---- |
| 813  | ↘767 | ↘718 |